# Tierarzneimittelgesetz
Das deutsche Tierarzneimittelgesetz (TAMG) ist ein Gesetz des besonderen Verwaltungsrechts und dient auf nationaler Ebene der Durchführung der Verordnung (EU) 2019/6 über Tierarzneimittel, indem es diejenigen Inhalte regelt, die nicht durch die EU-Verordnung ohnehin unmittelbar gelten. Es wurde am 4. Oktober 2021 im Bundesgesetzblatt veröffentlicht und trat am 28. Januar 2022 in Kraft.
Im Arzneimittelgesetz, das zuvor Human- und Tierarzneimittel gemeinsam regelte, wurden die auf Tierarzneimittel bezogenen Vorschriften gestrichen.

## Hintergrund
In der Begründung zum Gesetzesentwurf heißt es, dass die „nationalen Vorschriften des Tierarzneimittelrechts [...] mit Wirkung zum 28. Januar 2022 an neue unionsrechtliche Bestimmungen anzupassen“ seien. Das europäische Tierarzneimittelrecht, dessen Rechtsrahmen der Union bis dahin die Richtlinie 2001/82/EG und die Verordnung (EG) Nr. 726/2004 bilden, wird ab dem Tag weitgehend durch die Verordnung (EU) 2019/6 über Tierarzneimittel geregelt. Der europäische Gesetzgeber begründet den Systemwechsel damit, dass die Verordnung „klare, ausführliche und direkt anwendbare Bestimmungen“ setze. Dies gewährleiste, dass ihre Inhalte in der gesamten Union gleichzeitig und in harmonisierter Weise durchgeführt würden. So sollen unter anderem strengere Vorschriften zur Antibiotikaanwendung und eine Verbrauchserfassung bei fast allen Tierarten in Zukunft dabei helfen, Antibiotikaresistenzen besser zu kontrollieren.
Regelungen des Arzneimittelgesetzes (AMG), welche sich mit Tierarzneimitteln befassen, werden aus dem Arzneimittelgesetz entfernt und in einer neuen Systematik unter Beachtung von EU-Vorgaben geregelt. Einige Punkte, die nicht direkt durch die neue Verordnung geregelt werden, erfordern ergänzende delegierte Rechtsakte und nationale Regelungen (Tierarzneimittelgesetz). Das TAMG fungiert  als neues Stammgesetz und reguliert zudem auch vom Anwendungsbereich des Unionsrechts ausgenommene Tierarzneimittel, Arzneiwirkstoffe für Tierarzneimittel und bestimmte veterinärmedizinische Produkte.  
Das TAMG ist als eigenständiges Gesetz angelegt und enthält somit auch alle grundlegenden Aspekte des Arzneimittelrechts, die bisher für alle Arzneimittel gemeinsam geregelt werden, beispielsweise Zulassung, Herstellung, Kennzeichnung, Fachinformation, Großhandel, Schutz vor Täuschung, Arzneibuch, Pharmakovigilanz, Überwachung und das Verbot bedenklicher Tierarzneimittel.

## Inhalte
- Abschnitt 1 Allgemeine Bestimmungen
- Abschnitt 2 Tierarzneimittel im Anwendungsbereich der Verordnung (EU) 2019/6
  - Unterabschnitt 1 Freistellung von der Zulassungspflicht von Tierarzneimitteln für bestimmte Heimtiere, Kennzeichnung und Packungsbeilage sowie Widerruf der Freistellung
  - Unterabschnitt 2 Besondere Anforderungen an die Primärverpackung, die äußere Umhüllung und die Packungsbeilage
  - Unterabschnitt 3 Durchführungsvorschriften für die Zulassung
  - Unterabschnitt 4 Ergänzende Vorschriften für klinische Prüfungen und Rückstandsprüfungen
  - Unterabschnitt 5 Übermittlung von Informationen an die Produktdatenbank
  - Unterabschnitt 6 Ergänzende Vorschriften für homöopathische Tierarzneimittel
  - Unterabschnitt 7 Ergänzende Vorschriften für die Herstellungserlaubnis
  - Unterabschnitt 8 Ergänzende Vorschriften für die Großhandelsvertriebserlaubnis
  - Unterabschnitt 9 Parallelhandel mit Tierarzneimitteln
- Abschnitt 3 Anforderungen an Tierarzneimittel außerhalb des Anwendungsbereiches der Verordnung (EU) 2019/6 und an veterinärmedizintechnische Produkte
  - Unterabschnitt 1 Zulassung von Tierarzneimitteln außerhalb des Anwendungsbereiches der Verordnung (EU) 2019/6 und von veterinärmedizintechnischen Produkten; Verbringen
  - Unterabschnitt 2 Kennzeichnung, Packungsbeilage, Fachinformation
  - Unterabschnitt 3 Herstellung, Abgabe und Anwendung
- Abschnitt 4 Gemeinsame Vorschriften
  - Unterabschnitt 1 Information der Öffentlichkeit, Verbote
  - Unterabschnitt 2 Kategorisierung
  - Unterabschnitt 3 Abgabe, Bezug und Anwendung von Arzneimitteln und veterinärmedizintechnischen Produkten
  - Unterabschnitt 4 Kennzeichnung, Packungsbeilage, Packungsgrößen und Preise
  - Unterabschnitt 5 Vorschriften zur Verringerung der Behandlung mit antibakteriell wirksamen Stoffen
  - Unterabschnitt 6 Sicherung und Kontrolle der Qualität
  - Unterabschnitt 7 Zuständigkeit
  - Unterabschnitt 8 Überwachung
  - Unterabschnitt 9 Sondervorschriften für Bundeswehr, Bundespolizei, Bereitschaftspolizei
  - Unterabschnitt 10 Allgemeine Anzeigepflicht
  - Unterabschnitt 11 Sonstige Durchführungsbestimmungen
- Abschnitt 5 Straf- und Bußgeldvorschriften
- Abschnitt 6 Übergangsvorschriften

## Sonstiges
Tierheilpraktiker sahen sich durch das neue Gesetz schlechter gestellt, da sie viele Arzneimittel – darunter etwa auch nicht verschreibungspflichtige homöopathische Arzneimittel, die ursprünglich für Menschen gedacht sind – nur noch auf Veranlassung von Tierärzten an Tieren anwenden durften. Dieses Anwendungsverbot für solche apothekenpflichtigen Arzneimittel ohne Zulassung „ad us. vet.“ galt außerdem auch für jeden Tierbesitzer, der kein Tierarzt ist. Beispielsweise war die Gabe des Humanarzneimittels Arnica D6 an einen Hund, der sich verletzt hat, nach dem TAMG nur noch durch einen Tierarzt erlaubt. Einen Eilantrag von Tierheilpraktikerinnen gegen das TAMG wies das Bundesverfassungsgericht im Januar 2022 ab. Die Verfassungsbeschwerde selbst wurde zugelassen. Die Argumente wurden im regulären Verfassungsbeschwerdeverfahren überprüft. Im September 2022 erklärte das Bundesverfassungsgericht den § 50 Absatz 2 für nichtig, soweit die Vorschrift die Anwendung nicht verschreibungspflichtiger und zugleich registrierter homöopathischer Humanarzneimittel bei Tieren, die nicht der Gewinnung von Lebensmitteln dienen, unter einen Tierarztvorbehalt stellt.